# Інквізиція

Емблема іспанської інквізиції

Священна Інквізи́ція (лат. inquisitio, від inquiro, «розслідувати, розшукувати») — у християнстві особливий  інститут для боротьби з єресями. Керувалася спеціальними суддями, які мали особливі судові повноваження у питаннях віри. Стояла на захисті правильності церковного вчення. Виходила з примату віри як об'єктивної даності, дарованої самим Богом, та переконання про ідеальну церкву, керовану божественним Одкровенням. Вперше заснована домініканцями в 1250-х роках у протистоянні з катарами. Як окрема інституція, Римська інквізиція, постала у 1542 року під час Контрреформації. Існували Іспанська (1478—1834) й українська (1536—1821), що виконували роль державних судово-слідчих установ. У модерну добу інквізиційні суди існували у протестантизмі й православ'ї. Аналоги інквізиції існували у складі суспільних і церковних структур віровчень світу глобального суспільства, зокрема у складі ісламу, юдаїзму, буддизму тощо.

## Утворення
Інквізиція утворилась як структурований і впорядкований церковний орган розслідувань, який заміняв собою поодинокі випадки розслідування єресей церковною владою, громадянський самосуд та випадки розслідування єресей світською владою. Протестантська церква мала комісії, що займалися вирішенням питань, але вони розглядали загальніші питання, а вирішенням, чи є ця людина єретиком або відьмою, займалась світська влада або самосуд громадян.
Папська булла 1184 року передбачає допомогу церкви світській владі у справах розслідування єресей. Згадки про смертні вироки у буллі відсутні. Це рішення підтримав Фрідріх I Барбаросса, король Священної Римської Імперії.
У 1229 році на Тулузькому соборі затверджено утворення Єпископської Інквізиції. Згідно з постановою собору, єпископи мали обов'язок організовувати пошук єретиків та розслідування їхніх справ. Якщо єресь була доведена, та єретик від неї не відмовлявся, його передавали світській владі. Якщо ж єретик розкаювався у єресі і повертався до католицької віри, він мусив на одежі носити жовті хрести, які були видні з усіх сторін.
Єпископську Інквізицію та Папську Інквізицію об'єднують під назвою Середньовічної Інквізиції.
Спалення єретиків було зупинено під впливом епохи Просвітництва у XVIII столітті.

## Папська інквізиція

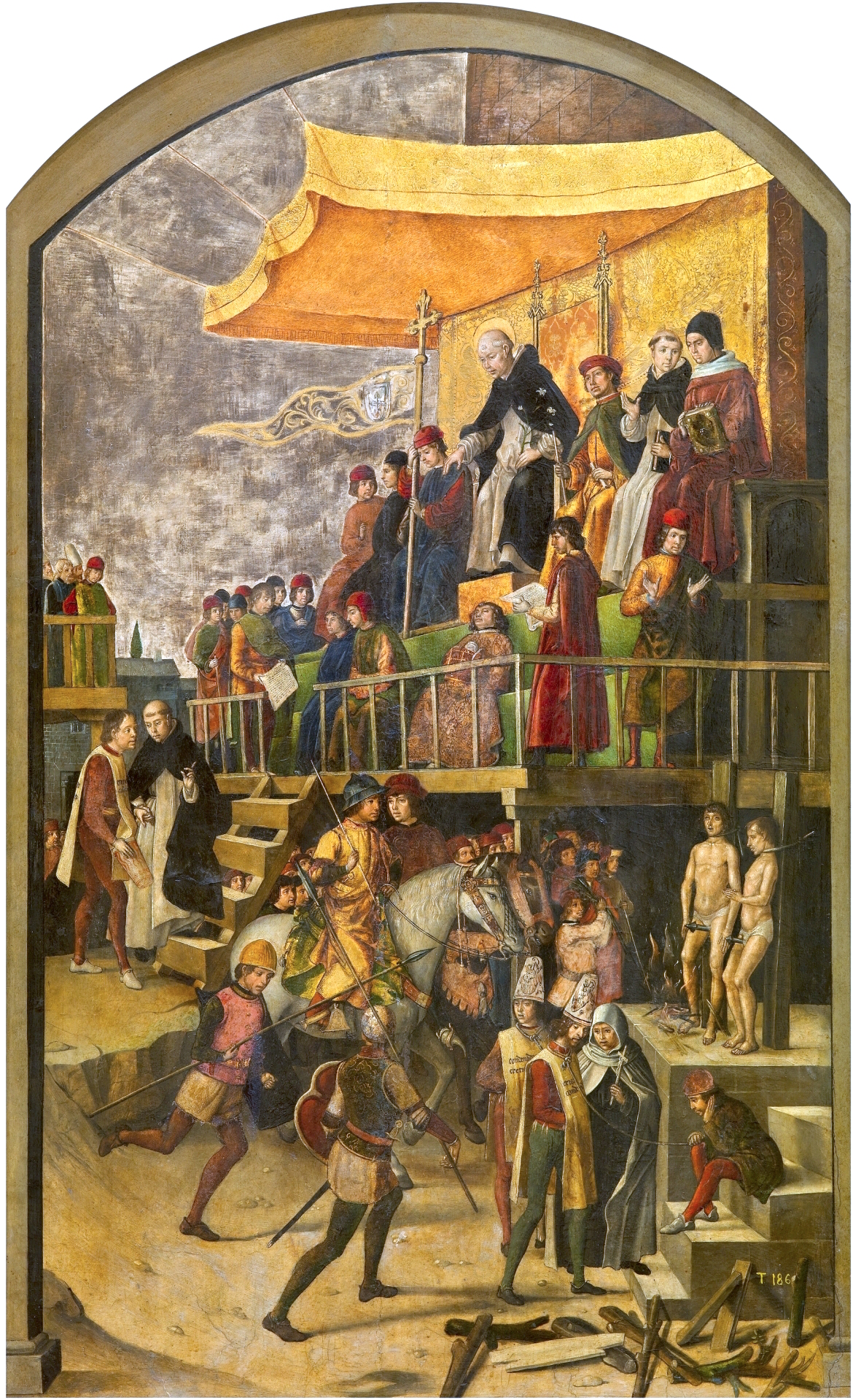
Представлення аутодафе, (1475).
Багато художників представляють спалення на багатті під час аутодафе, тоді як спалення ніколи не відбувалось під час церемонії аутодафе, лише після.

Папа Григорій IX перетворив Інквізицію з Єпископської на Папську, підпорядкувавши її безпосередньо Святому Престолу. Для керування Інквізицією на різних рівнях призначались домініканці та францисканці, монахи з двох нових тоді жебручих орденів, значно рідше — монахи з інших орденів. Для єретиків, що не хотіли відректися від єресей, була призначена смертна кара, для виконання якої їх передавали до рук світської влади.
Папа Інокентій IV у 1252 році дозволив Інквізиції застосовувати тортури. Тут треба помітити, що за весь час існування Інквізиції вона ніколи не застосовувала тортури так масштабно та жорстоко, як світська влада.
У XIII–XV століттях Інквізиція в основному переслідувала учасників народних єретичних рухів, пізніше, під впливом світської влади — виразників антифеодальних настроїв експлуатованих низів; у XVI–XVII століттях — прихильників Реформації і гуманізму, вільнодумства, що представляли раннєбуржуазну ідеологію; у XVIII столітті — носіїв ідей Просвіти і Французької революції 1789–1799.
Інквізиція була скасована в протестантських країнах у XVI столітті, у Франції в 1789 році.
Йозеф Лордс вважає, що Папська Інквізиція справляла велике негативне враження. Хоча її появу та існування можна зрозуміти в історичному контексті масової появи єресей і необхідності захисту від них, та загальної свідомості, яка була далеко менш гуманною, ніж у наші часи, але методи Інквізиції та схвалення смертної кари свідчать про відхід від євангельських ідеалів. Інквізиція не підходила для навернення єретиків (а саме проповідь і навернення єретиків та нехристиян були ціллю домініканського ордена, що він і робив поза діяльністю Інквізиції), що розуміли і самі інквізитори, не довіряючи вимушеним розкаяттям єретиків. З іншої сторони, злочини та перевищення повноважень Папської Інквізиції неісторично ставити у вину лише церковній владі. У цьому, як уже зазначалось, була винна, по-перше, загальна свідомість людей, які мали забобонні страхи перед відьмами (звідки пішли переслідування всіх тих, кого вважали відьмами та чаклунами) та прагнули розправитись зі своїми ворогами за будь-яку ціну, надто, якщо можна було це зробити під приводом звинувачення в єресі або чаклунстві, у які самі позивачі не вірили; і по-друге, на церковну владу, а отже на Інквізицію, у ті часи сильно впливала влада світська, якій нерідко був потрібен хороший мотив для усунення потенційних революціонерів та інакодумців (звідси ж і переслідування науковців, які робили великі відкриття).

## Іспанська інквізиція
Заснована у 1481 році в Іспанії, не була відділом Інквізиції Папської, а підкорялась безпосередньо світській владі і була світським слідчим органом (але, звичайно, частина відповідальності за існування цієї Інквізиції також несе влада церковна, яка схвалила заснування Іспанської Інквізиції). Цією інквізицією керували домініканці, які відокремились від свого ордену і припинили підкорятись генералу ордену домініканців. З часом Іспанська Інквізиція перетворилась скоріше на таємну поліцію, що боролась проти внутрішніх загроз держави. Першим Великим інквізитором був Томас Торквемада.
Іспанська Інквізиція найчастіше згадується як найжорстокіша, з найбільшою кількістю жертв. Фернандо дель Пульгар припускає, що лише за перші десять років було спалено 2000 людей. Згідно з Хуаном Антоніо Лоренті, упродовж історії Іспанської Інквізиції вона розслідувала загалом історії 341,021 людини, із яких, як мінімум, 10% (31,912) були страчені. Сучасні історики почали вивчати документальні записи Іспанської Інквізиції. Архівні документи Інквізиції з Національного Історичного Архіву Іспанії зберігають всі відомості про процеси між 1560 та 1700 роками. Згідно з ним, у цей період розслідувались 49092 справи. Густав Генінгсен та Джеймс Контрерас, що вивчили ці документи, обчислили, що тільки 1,9% із цих підсудних були спалені на вогнищі. Але ці документи не мають конкретних свідчень щодо кількості розслідувань та їх результатів до 1560 року, а архіви місцевих трибуналів, до яких можна було б звернутися, втрачені у наслідок спустошень війни, часу або інших подій. Рікардо Гарсія Карсел вважає, що між 1480 та 1530 роками Іспанська Інквізиція була куди активнішою, ніж у період, що вивчають Генінгсен та Контрерас. Карсел припускає, що за історію Іспанської Інквізиції вона розслідувала 150 000 справ. Якщо припустити 2% страчених, то виходить 3000, але Карсел оцінює приблизну кількість страчених у межах 3000-5000 чоловік, за рахунок років до 1560.
У середині XVI сторіччя з'являється легенда про «Чорну Інквізицію», придумана та використовувана протестантами для пропагандистських цілей. Першим, хто придумав цю легенду, був Брайтон Джон Фокс (1516–1587).
У суспільній уяві, Іспанська Інквізиція продовжує існувати як загальновідомий приклад релігійного переслідування. Деякі науковці, проте висловили думку, що число жертв Іспанської Інквізиції було надто перебільшено, що є наслідком легенди про «Чорну Інквізицію». Також деякі переконують, що Іспанська Інквізиція є однією з причин для запобігання в Іспанії релігійних воєн, які постійно точились у Франції та Німеччині. Подібні аргументи наведені щодо запобігання судів над відьмами в Іспанії.
Останній акт спалювання на вогнищі мав місце в Іспанії в 1826 році.
Іспанська Інквізиція була скасована у 1834 році, в американських володіннях Іспанії — у ході боротьби за незалежність (1810–1826).

## Португальська інквізиція
Португальська Інквізиція була утворена в Португалії у 1536 році королем Португалії Жуанон III за зразком Іспанської інквізиції. Вона була скасована 1821 року.

## Римська інквізиція
Римський Папа Павло III встановив у 1542 році постійну конгрегацію, що складається з кардиналів та інших посадовців, чиє завдання є підтримувати й захищати цілісність віри, розглядати й оголошувати поза законом помилки й псевдовчення. Цей орган, Конгрегація Святого Престолу, який тепер називається Конгрегацією у Справах Віри, частина Римської Курії, став контрольним органом місцевих Інквізицій. Римський Папа призначає одного з кардиналів головувати на засіданнях. Зазвичай у Конгрегації є ще десять інших кардиналів, а також прелат та двоє помічників, всі вибрані від Домініканського ордену. Святий Престол також має міжнародну групу консультантів, експертів з теології і канонічного права, які консультують його щодо певних питань.
Можливо, найзнаменитіше розслідування, що розглядала Римська Інквізиція — справа Галілео Галілея в 1633 році.
У 1908 р. перейменована на Конгрегацію у Справах Віри. До свого призначення Папою Римським Бенедикт XVI (Йозеф Рацінгер) очолював цю конгрегацію.

## Інквізиція в Новому Світі
Після ери Великих географічних відкриттів, інквізиція разом з дослідниками Нового Світу почала поширювати свій вплив на нові території. Тут вона використовувалася для «поширення християнства» серед аборигенів.

## Спокута гріхів інквізиції
Однією із найрезонансніших подій кінця XX століття у житті церкви стало публічне вибачення Івана Павла ІІ у 1992 р. перед покійним не одне століття Галілео Галілеєм. Понтифік оголосив рішення інквізиції помилковим і реабілітував вченого, повернувши йому «право бути законним сином церкви». Потім були реабілітовані Джордано Бруно, Савонарола, Ян Гус і Мартін Лютер.

## Часті помилки у питаннях щодо Інквізиції
- Собака з смолоскипом у пащі як символ домініканців означає, що головною метою ордену є спалення єретиків. Цей собака — вираження легенди про те, що матері св. Домініка, коли вона була ним вагітна, наснилось, що вона народила собаку, а собака вихопив з каміну палаюче поліно та запалив ним весь світ. Цю легенду домініканці завжди розуміли як проповідь Євангелія у всьому світі (офіційна назва домініканців — Ordo Praedicatorum (OP) — орден проповідників).
- Неофіційна назва домініканців Domini Canes (Господні Пси) означає, що вони особливо віддані Святому Престолу, та що їх ціллю є «собаче» переслідування його ворогів. Назва Domini Canes походить від роздільного читання неофіційної назви ордену — dominicanes, і перекликається з легендою про собаку, який запалив світ. Домініканці не приносять особливої клятви вірності Святому Престолу.
- Інквізиція переслідувала за наукові відкриття. Інквізиція не переслідувала науковців за власне наукові відкриття. До речі, більшість науковців середньовіччя були монахами, причому в основному «науковими» орденами були домініканці та францисканці, які керували Інквізицією, а також єзуїти (Товариство Ісуса), для яких це головна ціль ордену.
- Єзуїти керували Інквізицією. В основному Інквізицією керували домініканці та францисканці, єзуїти мали досить далеке відношення до неї.
- Псалом 50 століттями використовувався як судовий тест на здатність до читання. Ця практика почалася як засіб, за допомогою якого підсудний міг претендувати на те, щоб бути священиком, і, таким чином, підпорядковувався лише церковним судам і не підлягав владі цивільних судів. Це називалося благанням про бенефіс духовенства[en]. Біблійний уривок, який традиційно використовувався для тесту на грамотність, був першим віршем Псалма 51. Таким чином, неписьменна особа, яка вивчила цей псалом напам’ять, також могла претендувати на благо духовенства, і Псалом 51 став відомий як « вірш на шию », оскільки його знання міг врятувати свою шию, передавши свою справу зі світського суду, де повішення було вірогідним вироком, до церковного суду, де як методи суду, так і винесені вироки були більш м’якими, наприклад, вирок до покаяння

## Інквізиція в Україні
Інквізитори на території сучасної України з'являються у XIV–XV століть. Так, на території Криму відбулась експансія Генуезької та Венеційської республік, на території Галичини — Польщі. Проте основна роль полягала не у знищенні, а у поверненні єретиків у лоно католицької церкви. Водночас історик домініканського ордену В. Фонтана повідомляє, що у 1506 р. у Львові інквізиція стратила трьох проповідників із Чехії, які поширювали гуситські ідеї.

## Інтернет-ресурси
- Історія Християнства: війни, хрестоносці, єзуїти, тамплієри, інквізиція, відьми.